# Tayacien
Tayacien is een vroege vorm van de stenengereedschapsindustrie van het Mousterien.
Voor het eerst erkende de Franse archeologen Denis Peyrony en Henri Breuil het Tayacien als aparte cultuurvorm tijdens de opgravingen bij la Micoque, gelegen in het departement van Dordogne. Niet lang erna vonden er opgravingen plaats op een andere locatie, te weten Fontéchevade (Charente) en die leverden een nog grotere verzameling van dit type. Het was om deze reden date deze site uiteindelijk de referentie-site werd voor het Tayacien.
Over het algemeen kenmerkt het Tayacien zich door de zeer weinig gestandaardiseerde soorten gereedschap, onregelmatige scherven, eenvoudige schrabbers en simpele onregelmatige gevormde vuistbijlen.
Zowel in andere delen van Europa als in het Nabije Oosten is deze cultuurvorm aangetroffen.